# Franciszek Bolek
Franciszek Bolek (w USA - Francis Bolek) (ur. 11 września 1886 Załęze koło Jasła, zm. 7 lipca 1958 w Bufalfo w USA) – polski historyk, emigracyjny działacz polonijny i oświatowy, ksiądz. 

## Życiorys
Studiował teologię w Przemyślu. W latach 1914-1918 kapelan w armii austriackiej, 1918-1920 w Wojsku Polskim. Od 1924 przebywał w USA. Pracował tam jako duszpasterz i nauczyciel min. w Kolegium Związku Narodowego Polskiego. 

## Wybrane publikacje
- Naród i lud w dziełach St. Wyspiańskiego, Gorlice 1912.
- Wesele wiejskie : sztuka ludowa na tle piosenek ludowych w 4 obrazach z muzyką i śpiewami, Poznań: Księgarnia św. Wojciecha 1913 (wyd. 2 - 1922).
- Osiedla założone przez Polaków w Stanach Zjednoczonych = The towns and villages settled by Poles un the United States, Lwów: Książnica-Atlas 1930.
- Metody pasterskie katolickiej hierarchji kościelnej w Stanach Zjednoczonych Ameryki Północnej, Sharon, PA 1934.
- Who is who on Polish America, Sharon, Pa: Sharon Herald Co. 1939 (wyd. 2 - 1940, wyd. 3 zmien. - Who's who in Polish America : a biographical directory of Polish-American leaders and distinguished Poles resident in the Americas, New York: Harbinger House 1943.
- The life of Father Skarga, Buffalo, N.Y.: The Riverside Press of Buffalo 1943.
- Ruch umysłowy wśród Polonji Amerykańskiej : (drukowana jako odczyt, wygłaszony w Czytelni Polskiej w Buffalo, N. Y. dnia 10-go kwietnia, 1943 roku), Buffalo, N.Y. 1943.
- The intellectual movement among Polish Americans, Buffalo, N.Y.: nakł. autora 1944.
- Peter Skarga, S. J. in the light of current Research : an adress before The Slavonic Group of the Modern language Association of America during the National Convention held December 28, 1944, New York, N. Y., Buffalo, N.Y. 1945.
- The Polish American school system. Part 1, Grammar schoools. Part 2, Secondary schools. Part 3, Institutions of higher learning, New York: Columbia Press Corporation 1948.